# Juan Aguilera
Juan Aguilera Herrera (Barcellona, 22 marzo 1962 – Barcellona, 25 marzo 2025) è stato un tennista spagnolo.

## Biografia
Entrò nel mondo del tennis professionistico nel 1981.
Nel 1983 a Bordeaux raggiunse la prima finale in carriera, ma fu sconfitto dal peruviano Pablo Arraya in due set, da quell'anno entrò a far parte della squadra spagnola di Coppa Davis e vi rimase fino al 1985 con un record di 6-4 nei singoli e 1-2 nel doppio..
Il primo successo in un torneo del circuito maggiore arrivò ad Aix-en-Provence nell'aprile del 1984, anno in cui si aggiudicò anche il torneo di Amburgo eliminando Yannick Noah, Guillermo Vilas e Henrik Sundström e raggiunse il quarto turno al Roland Garros scalando così la classifica fino alla settima posizione del singolare che rimarrà la più alta raggiunta in carriera.
Negli anni successivi perse posizioni tanto da uscire dai primi 300 giocatori del mondo, ma a partire dal 1988 ritrovò competitività. Nel 1989 conquistò il terzo torneo in carriera a Bari, a cui si aggiunse la finale persa in agosto a Saint-Vincent, grazie al quale ritornò nelle prime cento posizioni della classifica. Con il successo a Nizza nell'aprile 1990 salì fino alla 32ª posizione, la settimana seguente a Monte Carlo raggiunse i quarti sconfiggendo uno specialista della terra rossa come il connazionale Sergi Bruguera e il secondo giocatore del mondo Stefan Edberg, un mese dopo colse il risultato più prestigioso della carriera aggiudicandosi il Super 9 di Amburgo sconfiggendo in una sola settimana Goran Ivanišević, Michael Chang, Jim Courier, Magnus Gustafsson, Guy Forget ed in finale il numero tre del mondo Boris Becker. In luglio a Palermo raggiunse l'ultima finale della carriera nel circuito maggiore, ma fu sconfitto dall'argentino Franco Davín: chiuse la stagione alla 19ª posizione del ranking , uguagliando il risultato ottenuto nel 1984. Nella stagione successiva non riuscì a dare seguito ai risultati e in ottobre decise di ritirarsi dall'attività agonistica.
Aguilera è morto nel 2025 dopo una lunga malattia. 

## Statistiche

### Singolare

#### Vittorie (5)
| Legenda                           |
| Grande Slam (0)                   |
| Tennis Masters Cup (0)            |
| ATP Super 9 (2)                   |
| Grand Prix / ATP World Series (3) |

| Numero | Data           | Torneo                                | Superficie  | Avversario in finale | Punteggio               |
| 1.     | 29 aprile 1984 | Aix-en-Provence Open, Aix-en-Provence | Terra rossa | Fernando Luna        | 6-4, 7-5                |
| 2.     | 13 maggio 1984 | ATP German Open, Amburgo (1)          | Terra rossa | Henrik Sundström     | 6-4, 2-6, 2-6, 6-4, 6-4 |
| 3.     | 25 giugno 1989 | Grand Prix Bari, Bari                 | Terra rossa | Marián Vajda         | 4-6, 6-3, 6-4           |
| 4.     | 22 aprile 1990 | ATP Nizza, Nizza                      | Terra rossa | Guy Forget           | 2-6, 6-3, 6-4           |
| 5.     | 13 maggio 1990 | ATP German Open, Amburgo (2)          | Terra rossa | Boris Becker         | 6-1, 6-0, 7-6           |

#### Finali perse (4)
| Numero | Data              | Torneo                                        | Superficie  | Avversario in finale | Punteggio |
| 1.     | 25 settembre 1983 | ATP Bordeaux, Bordeaux                        | Terra rossa | Pablo Arraya         | 7-5, 7-5  |
| 2.     | 20 agosto 1989    | ATP Saint-Vincent, Saint-Vincent              | Terra rossa | Franco Davín         | 6-2, 6-2  |
| 3.     | 5 agosto 1990     | Sanremo Open, Sanremo                         | Terra rossa | Jordi Arrese         | 6-2, 6-2  |
| 4.     | 30 settembre 1990 | Campionati Internazionali di Sicilia, Palermo | Terra rossa | Franco Davín         | 6-1, 6-1  |